# 武当山西站
武当山西站，位于中华人民共和国湖北省十堰市丹江口市六里坪镇，是汉十高速铁路的一个车站。2019年11月29日通车。此站鄰近武当山风景区。